# Andrea Barberis
Andrea Barberis (Finale Ligure, 11 dicembre 1993) è un calciatore italiano, centrocampista del Cittadella.

## Caratteristiche tecniche
Di ruolo centrocampista, si distingue per la qualità dei passaggi e per come detta i tempi di gioco. Sa anche essere pericoloso su calcio di punizione.

## Carriera

### Club
Inizia a giocare nelle giovanili del Finale con cui esordisce il 22 marzo 2009 nel campionato di Promozione nella partita contro il Varazze, la stagione seguente, il 31 ottobre 2009, realizza la sua prima marcatura in prima squadra nella partita di Promozione giocata contro il PRO Imperia. Resta ancora un'altra stagione con la maglia del Finale, giocata sempre in Promozione, per poi trasferirsi nell'estate 2011 al Varese stagione 2011-2012 che lo cederà il 1º agosto 2011 in prestito al Palermo, società con cui gioca nel Campionato Primavera.
Gioca il suo primo campionato professionistico nella stagione 2012-2013, nella quale viene ceduto in prestito in Lega Pro Prima Divisione al Pisa, con cui tra campionato e play-off realizza 3 reti in 27 presenze; segna inoltre 3 reti in Coppa Italia Lega Pro e gioca 2 partite senza segnare in Coppa Italia.
Torna quindi al Varese, con cui nella stagione 2013-2014 esordisce in Serie B: dopo aver giocato una partita in Coppa Italia disputa infatti 18 partite in Serie B ed entrambe le partite dei play-out vinti contro il Novara. Viene riconfermato in rosa anche per la stagione 2014-2015, durante la quale gioca 24 partite in Serie B e segna il suo primo gol in carriera nella serie cadetta. Nell'estate del 2015 viene inoltre coinvolto nell'inchiesta su alcune partite truccate dal Catania.
A fine anno dopo il fallimento del Varese rimane svincolato e si accasa al Crotone, con cui nella stagione 2015-2016 gioca nel campionato di Serie B, contribuendo alla prima storica promozione dei calabresi in massima serie. Debutta in Serie A il 18 settembre 2016 nella partita interna pareggiata 1-1 contro il Palermo dove ha sostituito Leonardo Capezzi al 74º. Il 21 gennaio 2018 segna su calcio di punizione la sua prima rete in massima serie nella partita giocata in trasferta contro il Verona, segnando la rete del momentaneo 1-0 (gara poi vinta dai calabresi per 3-0). Si ripete due settimane dopo andando a segno il 4 febbraio segnando il goal del definitivo 1-1 in trasferta a San Siro contro l'Inter.
Il 9 giugno 2020, l'AD del Monza, Adriano Galliani, annuncia il suo trasferimento ai biancorossi, neopromossi in Serie B, in conferenza stampa. Il giocatore, in scadenza contratto con il Crotone, si unirà alla squadra lombarda al termine della stagione. Il 4 maggio 2021 segna il suo primo gol con i brianzoli, decisivo per il successo sul Lecce.
Il 21 agosto 2023 viene ufficializzato il suo ritorno al Pisa durante la presentazione della squadra all'Arena Garibaldi.
Dopo una stagione sola in Toscana, in cui ha trovato poco spazio a causa di un grave infortunio, rimane svincolato; resta senza squadra sino al 22 ottobre 2024, giorno in cui fa ritorno al Crotone, militante in Serie C. Nel luglio del 2025 viene tesserato dal Cittadella, club appena retrocesso in Serie C.

### Nazionale
Tra il 2011 ed il 2012 ha raccolto alcune presenze con le nazionali giovanili italiane Under-18 ed Under-19.

## Statistiche

### Presenze e reti nei club
Statistiche aggiornate al 21 maggio 2025.
| Stagione        | Squadra         | Campionato      | Campionato | Campionato | Coppe nazionali | Coppe nazionali | Coppe nazionali | Coppe continentali | Coppe continentali | Coppe continentali | Altre coppe | Altre coppe | Altre coppe | Totale | Totale |
| Stagione        | Squadra         | Comp            | Pres       | Reti       | Comp            | Pres            | Reti            | Comp               | Pres               | Reti               | Comp        | Pres        | Reti        | Pres   | Reti   |
| --------------- | --------------- | --------------- | ---------- | ---------- | --------------- | --------------- | --------------- | ------------------ | ------------------ | ------------------ | ----------- | ----------- | ----------- | ------ | ------ |
| 2010-2011       | Finale          | Prom            | 1          | 0          | -               | -               | -               | -                  | -                  | -                  | -           | -           | -           | 1      | 0      |
| 2012-2013       | Pisa            | 1D              | 23+4       | 2+1        | CI+CI-LP        | 2+2             | 0+3             | -                  | -                  | -                  | -           | -           | -           | 31     | 6      |
| 2013-2014       | Varese          | B               | 18+2       | 0          | CI              | 1               | 0               | -                  | -                  | -                  | -           | -           | -           | 21     | 0      |
| 2014-2015       | Varese          | B               | 24         | 1          | CI              | 3               | 0               | -                  | -                  | -                  | -           | -           | -           | 27     | 1      |
| Totale Varese   | Totale Varese   | Totale Varese   | 42+2       | 1          |                 | 4               | 0               |                    | -                  | -                  |             | -           | -           | 48     | 1      |
| 2015-2016       | Crotone         | B               | 26         | 1          | CI              | 3               | 0               | -                  | -                  | -                  | -           | -           | -           | 29     | 1      |
| 2016-2017       | Crotone         | A               | 26         | 0          | CI              | 1               | 0               | -                  | -                  | -                  | -           | -           | -           | 27     | 0      |
| 2017-2018       | Crotone         | A               | 38         | 2          | CI              | 1               | 0               | -                  | -                  | -                  | -           | -           | -           | 39     | 2      |
| 2018-2019       | Crotone         | B               | 30         | 2          | CI              | 3               | 0               | -                  | -                  | -                  | -           | -           | -           | 33     | 2      |
| 2019-2020       | Crotone         | B               | 37         | 1          | CI              | 2               | 1               | -                  | -                  | -                  | -           | -           | -           | 39     | 2      |
| 2020-2021       | Monza           | B               | 33+2       | 1          | CI              | 2               | 0               | -                  | -                  | -                  | -           | -           | -           | 37     | 1      |
| 2021-2022       | Monza           | B               | 36+4       | 2          | CI              | 0               | 0               | -                  | -                  | -                  | -           | -           | -           | 40     | 2      |
| 2022-2023       | Monza           | A               | 9          | 0          | CI              | 1               | 0               | -                  | -                  | -                  | -           | -           | -           | 10     | 0      |
| Totale Monza    | Totale Monza    | Totale Monza    | 78+6       | 3          |                 | 3               | 0               |                    | -                  | -                  |             | -           | -           | 87     | 3      |
| 2023-2024       | Pisa            | B               | 9          | 0          | CI              | 0               | 0               | -                  | -                  | -                  | -           | -           | -           | 9      | 0      |
| Totale Pisa     | Totale Pisa     | Totale Pisa     | 32+4       | 2+1        |                 | 4               | 3               |                    | -                  | -                  |             | -           | -           | 40     | 6      |
| ott. 2024-2025  | Crotone         | C               | 13+1       | 0          | CI-C            | 0               | 0               | -                  | -                  | -                  | -           | -           | -           | 14     | 0      |
| Totale Crotone  | Totale Crotone  | Totale Crotone  | 170+1      | 6          |                 | 10              | 1               |                    | -                  | -                  |             | -           | -           | 181    | 7      |
| Totale carriera | Totale carriera | Totale carriera | 323+13     | 12         |                 | 21              | 4               |                    | -                  | -                  |             | -           | -           | 357    | 16     |